# Panicum polycomum
Panicum polycomum är en gräsart som beskrevs av Carl Bernhard von Trinius. Panicum polycomum ingår i släktet vipphirser, och familjen gräs. Inga underarter finns listade i Catalogue of Life.